# Aeroporto de Barra do Bugres
O Aeroporto de Barra do Bugres é um aeroporto brasileiro que serve a região do município de Barra do Bugres e se tornou público desde 22 de março de 2006. Possui uma pista de 825 metros, gramada e sinalizada, mas ainda é utilizada somente durante o dia. Há um projeto tramitando na Assembleia Legislativa de Mato Grosso para a ampliação e adequação da pista e do aeroporto de acordo com a SERAC e D.A.C. desde 17 de novembro de 2006. Atualmente ele é servido de um hangar pequeno para o estacionamento de aeronaves de pequeno porte, usadas pelos agropecuaristas da região.

## Características[1]
- Latitude: 15º 3' 30" S
- Longitude: 57º 10' 57" W
- Piso: C
- Sinalização: S
- Pista com balizamento noturno.
- Companhias aéreas:
- Distância do centro da cidade: 9,5 km.
- Pista: 825 metros
- Contato: Av. Marechal Rondon, s/n - Barra do Bugres - Fone: (65) 3361-1160
- Distância Aérea: Cuiabá 120km; Brasília 994km; São Paulo 1451km; Porto Alegre 1770km.